# والنات گروو، شهرستان سومنر، تنسی
والنات گروو (به انگلیسی: Walnut Grove) یک منطقهٔ مسکونی در ایالات متحده آمریکا است که در شهرستان سومنر، تنسی واقع شده‌است. والنات گروو ۱۲٫۵ کیلومتر مربع مساحت و ۸۶۴ نفر جمعیت دارد و ۲۷۰ متر بالاتر از سطح دریا واقع شده‌است.